# 缺席审判
缺席审判，或称为缺席判决，指当事人和代理人未出席审判、且未陈述意见的审判。其英语中的对应词汇为，其中是拉丁语“缺席”的意思。
在英美法系，这个词汇不仅是一个空间的描述，并暗示過程可能侵犯了被告在犯罪审判中出庭的权利。在被告人未能出庭辩解的情况下定罪是违背自然公正原则的，因此需要特別謹慎處理，才能做出裁定。所以这种审判有時需要被告人律师的出席，確認審理透明合理，傳喚票是否寄達等等，根据国家而定，才能走下一步程序。在一些欧陆法系里，例如在意大利，缺席是一个认可和接受辩护的策略。

## 各国法律中的缺席审判

### 中华人民共和国
《中华人民共和国民事诉讼法》中有缺席审判的相关规定。该法第一百四十三条规定：“原告经传票传唤，无正当理由拒不到庭的，或者未经法庭许可中途退庭的，可以按撤诉处理；被告反诉的，可以缺席判决。”第一百四十四条规定：“被告经传票传唤，无正当理由拒不到庭的，或者未经法庭许可中途退庭的，可以缺席判决。”第一百四十五条规定：“宣判前，原告申请撤诉的，是否准许，由人民法院裁定。人民法院裁定不准许撤诉的，原告经传票传唤，无正当理由拒不到庭的，可以缺席判决。”

### 中华民国
2014年的《刑事诉讼法》，在第三百零五条(一造缺席判決)规定：“被告拒绝陈述者，得不待其陈述迳行判决；其未受许可而退庭者亦同。”第三百零六条 (一造缺席判決)规定：“法院认为应科拘役、罚金或应谕知免刑或无罪之案件，被告经合法传唤无正当理由不到庭者，得不待其陈述迳行判决。”

## 外部連結
- 维基词典中的词条「in absentia」
- Staatsangehörigkeitsrecht: Das wichtigste rechtliche Band der Deutschen (von Hannes Kaschkat) （页面存档备份，存于） （德文）
- Schutzgebietsgesetz （页面存档备份，存于）  (Deutsches Kolonial-Lexikon (1920), Band III, S. 317 f.) （德文）